# Anton Vrede

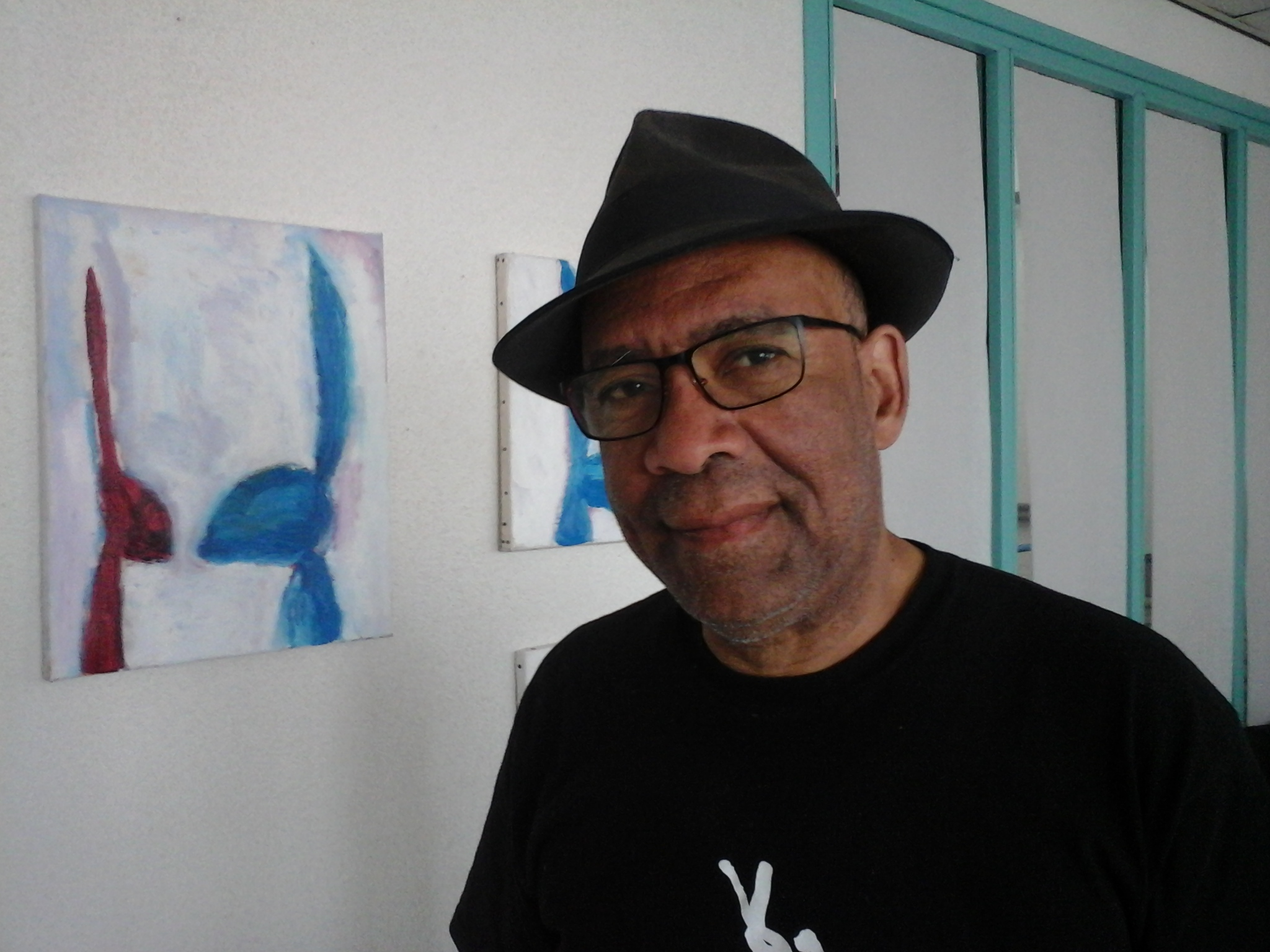

Anthony (Anton) Vrede (Willemstad, 6 de diciembre de 1953) es un artista e ilustrador de Surinam que trabaja realizando obras en estilos expresionista, figurativo, y a veces abstracto. Sus obras a menudo incluyen figuras de animales, los cuales a través de sus características aportan diferentes significados al conjunto. En sus pinturas y grabados utiliza trazos suaves que muestran escenas naïf típicas de mundos de fantasía.

## Obras
En sus obras figurativas Vrede, compone utilizando animales que poseen características humanas y haciendo referencia a historias de naturaleza exótica. En sus dibujos y bocetos presenta figuras danzando o figuras de animales jugando sobre fondos de colores planos. Sus obras consisten en dibujos coloridos, utiliza una amplia variedad de técnicas gráficas, tales como grabados y serigrafías, acuarelas y pinturas, collages, pintura de cerámicas y bronces.

## Publicaciones
Libros con participación de Anton Vrede zijn:
- 1977. Van erf tot skai : een bundel gedichten. Letra Chitra Gajadin y Anton Vrede (ilustraciones), Futile Rotterdam.
- 1985. Weemoedt & Vrede. Lévi Weemoedt (gedichten), Anton Vrede (tek.) ISBN 90-70370-37-9
- 1987. Schetsboek 1986-1987. Uitgever Bébert Rotterdam. ISBN 90-70370-84-0
- 2002. Anton Vrede : aap, haas, pinguïn, olifant ... 1992-2002. Pieter van Opheusden (autor). ISBN 90-77238-01-8